# Lataxiena blosvillei
Lataxiena blosvillei is een slakkensoort uit de familie van de Muricidae. De wetenschappelijke naam van de soort werd voor het eerst geldig gepubliceerd in 1832 door Deshayes.